# Temporada 1979-80 de los San Antonio Spurs
La temporada 1979-80 fue la cuarta de los San Antonio Spurs en la NBA, tras la fusión de la liga con la ABA, donde había jugado nueve temporadas, seis en Dallas y tres en San Antonio. La temporada regular acabó con 41 victorias y 41 derrotas, ocupando el quinto puesto de la conferencia Este, clasificándose para los playoffs, en los que cayeron en primera ronda ante Houston Rockets.

## Elecciones en elDraft
| Ronda | Puesto | Jugador          | Posición | Nacionalidad   | Universidad       |
| ----- | ------ | ---------------- | -------- | -------------- | ----------------- |
| 1     | 19     | Wiley Peck       | Escolta  | Estados Unidos | Mississippi State |
| 3     | 63     | Sylvester Norris | Pívot    | Estados Unidos | Jackson State     |

## Temporada regular
| División Central    | División Central | División Central | División Central | División Central | División Central | División Central | División Central | División Central |
| Equipo              | G                | P                | %                | PD               | Casa             | Fuera            | Div              |                  |
| ------------------- | ---------------- | ---------------- | ---------------- | ---------------- | ---------------- | ---------------- | ---------------- | ---------------- |
| y-Atlanta Hawks     | 50               | 32               | .610             | –                | 32–9             | 18–23            | 21–9             |                  |
| x-Houston Rockets   | 41               | 41               | .500             | 9                | 29–12            | 12–29            | 20–10            |                  |
| x-San Antonio Spurs | 41               | 41               | .500             | 9                | 27–14            | 14–27            | 14–16            |                  |
| Cleveland Cavaliers | 37               | 45               | .451             | 13               | 28–13            | 9–32             | 16–14            |                  |
| Indiana Pacers      | 37               | 45               | .451             | 13               | 26–15            | 11–30            | 15–15            |                  |
| Detroit Pistons     | 16               | 66               | .195             | 34               | 13–28            | 3–38             | 4–26             |                  |

## Playoffs

### Primera ronda
Houston Rockets vs. San Antonio Spurs 
| Fecha      | Partido                                    | Ciudad      |
| ---------- | ------------------------------------------ | ----------- |
| 2 de abril | Houston Rockets 95, San Antonio Spurs 85   | Houston     |
| 4 de abril | San Antonio Spurs 106, Houston Rockets 101 | San Antonio |
| 6 de abril | Houston Rockets 141, San Antonio Spurs 120 | Houston     |
|            | Houston Rockets gana las series 2-1        |             |

## Estadísticas
| Rk | Jugador          | Edad | P  | PT | MP   | TC   | TCI  | %TC  | T3  | T3I | %T3  | TL  | TLI | %TL  | RO  | RD  | RT  | AS  | RB  | TAP | BP  | FP  | PTS  |
| -- | ---------------- | ---- | -- | -- | ---- | ---- | ---- | ---- | --- | --- | ---- | --- | --- | ---- | --- | --- | --- | --- | --- | --- | --- | --- | ---- |
| 1  | George Gervin    | 27   | 78 |    | 37.6 | 13.1 | 24.9 | .528 | 0.4 | 1.3 | .314 | 6.5 | 7.6 | .852 | 2.0 | 3.2 | 5.2 | 2.6 | 1.4 | 1.0 | 3.3 | 2.7 | 33.1 |
| 2  | Larry Kenon      | 27   | 78 |    | 35.9 | 8.3  | 17.1 | .485 | 0.0 | 0.1 | .111 | 3.5 | 4.4 | .783 | 3.3 | 6.6 | 9.9 | 3.0 | 1.4 | 0.2 | 3.0 | 2.5 | 20.1 |
| 3  | James Silas      | 30   | 77 |    | 29.8 | 6.7  | 13.0 | .514 | 0.0 | 0.1 | .000 | 4.4 | 5.0 | .887 | 0.6 | 1.6 | 2.2 | 4.5 | 0.8 | 0.2 | 2.5 | 2.7 | 17.7 |
| 4  | John Shumate     | 27   | 27 |    | 28.8 | 5.1  | 9.7  | .525 | 0.0 | 0.0 | .000 | 4.3 | 5.4 | .782 | 2.4 | 5.5 | 7.9 | 1.9 | 0.9 | 1.1 | 1.9 | 2.6 | 14.5 |
| 5  | Mark Olberding   | 23   | 75 |    | 28.1 | 3.9  | 8.1  | .478 | 0.0 | 0.0 | .000 | 2.8 | 3.5 | .795 | 1.1 | 4.5 | 5.6 | 4.4 | 0.9 | 0.3 | 2.4 | 3.7 | 10.6 |
| 6  | Billy Paultz     | 31   | 47 |    | 25.8 | 4.0  | 8.1  | .496 | 0.0 | 0.0 | .000 | 1.4 | 2.1 | .660 | 2.0 | 4.8 | 6.8 | 2.5 | 1.0 | 1.0 | 1.2 | 2.7 | 9.4  |
| 7  | Kevin Restani    | 28   | 82 |    | 24.0 | 4.5  | 8.9  | .508 | 0.1 | 0.4 | .172 | 1.6 | 2.0 | .814 | 1.7 | 3.0 | 4.7 | 2.3 | 0.7 | 0.1 | 1.6 | 2.3 | 10.7 |
| 8  | Paul Griffin     | 26   | 82 |    | 22.1 | 2.1  | 3.8  | .553 | 0.0 | 0.0 |      | 2.1 | 2.9 | .725 | 1.9 | 3.5 | 5.3 | 3.0 | 1.0 | 0.6 | 1.6 | 3.7 | 6.3  |
| 9  | Mike Gale        | 29   | 67 |    | 22.0 | 2.6  | 5.6  | .454 | 0.0 | 0.2 | .154 | 1.4 | 1.8 | .808 | 0.5 | 1.8 | 2.3 | 4.7 | 1.8 | 0.2 | 1.7 | 2.0 | 6.6  |
| 10 | Mike Evans       | 24   | 79 |    | 15.8 | 2.6  | 5.9  | .448 | 0.2 | 0.5 | .286 | 0.7 | 1.1 | .682 | 0.4 | 1.0 | 1.4 | 2.9 | 0.8 | 0.1 | 1.6 | 2.5 | 6.2  |
| 11 | Tim Bassett      | 28   | 5  |    | 14.4 | 0.8  | 2.4  | .333 | 0.0 | 0.0 |      | 0.4 | 0.6 | .667 | 0.8 | 2.2 | 3.0 | 2.0 | 0.6 | 0.0 | 1.0 | 2.6 | 2.0  |
| 12 | Wiley Peck       | 22   | 52 |    | 12.1 | 1.4  | 3.3  | .432 | 0.0 | 0.0 | .000 | 0.7 | 1.1 | .618 | 1.3 | 2.3 | 3.5 | 0.6 | 0.3 | 0.4 | 0.9 | 1.9 | 3.5  |
| 13 | Sylvester Norris | 22   | 17 |    | 11.1 | 1.1  | 2.5  | .419 | 0.0 | 0.0 |      | 0.2 | 0.4 | .667 | 0.6 | 1.9 | 2.5 | 0.4 | 0.2 | 0.7 | 1.1 | 2.4 | 2.4  |
| 14 | Irv Kiffin       | 28   | 26 |    | 8.2  | 1.2  | 3.7  | .333 | 0.0 | 0.0 |      | 0.7 | 1.0 | .720 | 0.5 | 1.1 | 1.5 | 0.7 | 0.4 | 0.1 | 1.2 | 1.7 | 3.2  |
| 15 | Harry Davis      | 24   | 4  |    | 7.5  | 1.5  | 3.0  | .500 | 0.0 | 0.0 |      | 0.3 | 0.5 | .500 | 0.5 | 1.0 | 1.5 | 0.0 | 0.3 | 0.0 | 0.8 | 2.0 | 3.3  |

## Galardones y récords
| Jugador       | Galardón                          |
| George Gervin | Mejor quinteto de la NBA All-Star |